# Лашкадж
Лашкадж (перс. لشكج) — село в Ірані, у дегестані Тутакі, у Центральному бахші, шагрестані Сіяхкаль остану Ґілян. За даними перепису 2006 року, його населення становило 32 особи, що проживали у складі 7 сімей.

## Клімат
Середня річна температура становить 12,73 °C, середня максимальна – 26,69 °C, а середня мінімальна – -2,23 °C. Середня річна кількість опадів – 707 мм.
| Клімат поселення                              | Клімат поселення | Клімат поселення | Клімат поселення | Клімат поселення | Клімат поселення | Клімат поселення | Клімат поселення | Клімат поселення | Клімат поселення | Клімат поселення | Клімат поселення | Клімат поселення | Клімат поселення |
| Показник                                      | Січ.             | Лют.             | Бер.             | Квіт.            | Трав.            | Черв.            | Лип.             | Серп.            | Вер.             | Жовт.            | Лист.            | Груд.            |                  |
| Середній максимум, °C                         | 9,71             | 9,12             | 10,33            | 15,50            | 21,09            | 25,54            | 26,69            | 26,58            | 22,60            | 19,45            | 14,09            | 10,05            |                  |
| Середня температура, °C                       | 4,03             | 3,45             | 4,63             | 9,81             | 15,40            | 19,87            | 22,70            | 22,59            | 18,60            | 15,46            | 10,11            | 6,06             |                  |
| Середній мінімум, °C                          | −1,66            | −2,23            | −1,05            | 4,14             | 9,72             | 14,18            | 18,73            | 18,60            | 14,61            | 11,48            | 6,11             | 2,07             |                  |
| Норма опадів, мм                              | 61               | 55               | 75               | 54               | 42               | 23               | 23               | 31               | 63               | 103              | 92               | 85               |                  |
| Середньомісячна швидкість вітру, м/с          | 2.17             | 2.54             | 2.55             | 2.62             | 2.24             | 2.02             | 2.28             | 2.13             | 1.87             | 2.08             | 2.08             | 2.14             |                  |
| Середньомісячна сонячна радіація, кДж/м²·день | 7433             | 9633             | 11732            | 15974            | 19619            | 21627            | 22157            | 18905            | 15643            | 11297            | 8941             | 7038             |                  |
| --------------------------------------------- | ---------------- | ---------------- | ---------------- | ---------------- | ---------------- | ---------------- | ---------------- | ---------------- | ---------------- | ---------------- | ---------------- | ---------------- | ---------------- |
| Джерело:                                      |                  |                  |                  |                  |                  |                  |                  |                  |                  |                  |                  |                  |                  |